# Saison 6 de La Petite Maison dans la prairie
Chronologie
Saison 5 Saison 7
Cet article présente la 6e saison de la série télévisée La Petite Maison dans la prairie (Little House on the Prairie).

## Origine de l'histoire
La série s'appuie sur les souvenirs d'enfance de Laura Ingalls Wilder, une femme de lettre américaine née au sein d'une famille de pionniers américains à la fin du XIXe siècle,.

## Acteurs principaux
Sont crédités comme acteurs principaux ceux qui sont inscrits au générique
- Michael Landon : Charles Philip Ingalls[3]
- Karen Grassle : Caroline Quiner Holbrook Ingalls[4]
- Melissa Gilbert : Laura Elizabeth Ingalls[4]
- Melissa Sue Anderson : Mary Amelia Ingalls[4]
- Lindsay et Sidney Greenbush : Carrie Ingalls[5]
- Jonathan Gilbert : Willy Oleson
- Richard Bull : Nels Oleson[4]
- Katherine MacGregor : Harriet Oleson[1]
- Kevin Hagen : Docteur Hiram Baker
- Dabbs Greer : Révérend Robert Alden
- Lucy Lee Flippin : Eliza Jane Wilder
- Dean Bulter : Almanzo Wilder
- Alisson Arngrim : Nellie Oleson
- Linwood Boomer : Adam Kendall
- Merlin Olsen : Jonathan Garvey
- Hersha Parady : Alice Garvey

## Épisodes

### Épisode 1:La Rentrée(partie 1)
De nouveaux changements arrivent à Walnut Grove, Harriet offre un restaurant à Nellie, Charles se blesse obligeant Caroline à travailler pour Nellie et Laura pense avoir rencontré l'amour de sa vie.

### Épisode 2:La Rentrée(partie 2)
Rien ne va plus entre Nellie et Laura qui se battent Almanzo Wilder comme prétendant. Nellie invite Almanzo à diner. Laura se propose de cuisiner leurs repas. Par esprit de jalousie, elle force sur la quantité de poivre assaisonnant le plat ! Amoureuse d’Almanzo, elle souhaite être vu comme une adulte. Elle passe donc son certificat d'étude pour devenir maîtresse d'école. Elle se tourne vers Nellie pour des conseils de révisions et lui donne sa confiance. Ceux-ci s'avèreront malheureux !

### Épisode 3:L'Arbre
Albert est mal à l'aise quand la maîtresse demande à la classe de faire un arbre généalogique. Les Ingalls se demandent s'il n'est pas temps de l'adopter officiellement, mais il y a un problème. Le père biologique d'Albert, M. Quinn, refait surface et veut reprendre son fils pour l'aider à la ferme. Charles ne peut s'y opposer et facilite le rapprochement du père et du fils.  Celui-ci use d'un subterfuge pour rester dans sa famille d'adoption

### Épisode 4:Le Miracle
En se rendant à St Paul pour recevoir le prix Louis Braille, Mary, Adam et la jeune Marge Loren, rencontrée dans la diligence, voyagent ensemble. La diligence se retourne et tombe au fond d'un ravin. Mary, seule disponible à se déplacer, fait tout son possible pour aller chercher de l'aide et sauver la vie de son époux et de celle de Marge.
| commentaire =
- Leslie Landon apparaît dans cet épisode dans le rôle de Marge Loren, l'autre femme dans la diligence. Elle apparaît également dans L’Épidémie, L'Élection, Sagesse, et rejoint finalement le casting de la saison 9, dans le rôle d'Etta Plum l'institutrice de l'école.

### Épisode 5:Annabelle
Un cirque arrive en ville créant de nombreux problèmes, comme Nels qui souhaite cacher que sa sœur, obese, fait partie de la bande ou encore quand Almanzo invite une autre fille que Laura à assister au spectacle.

### Épisode 6:Le pasteur se marie
Mme Greg, une des paroissiennes du révérend Alden, est amoureuse de lui et lui annonce. Passé la surprise et après avoir constaté qu'il finira sa vie seul, il accepte de passer du temps avec elle, puis de la demander en mariage. Mais c'est sans compter sur Mme Oleson qui fait tout pour les séparer...
On apprend un évènement surprenant sur le passé de cette dernière...

### Épisode 7:Le Rêve d'Halloween
Alors qu'ils sont invités à une fête pour halloween dans la soirée, Laura et Albert doivent faire une sieste à la demande de Caroline. Albert s'endort en lisant un livre sur les indiens. Il plonge immédiatement dans un rêve où Laura et lui, déguisés en indiens, se font emmener par des braves d'une tribu belliqueuse qui pense qu'Albert est le fils du chef.

### Épisode 8:Le Retour de Mr Edwards
Lorsqu'ils apprennent par Grace que Mr Edwards eu un accident de travail et n'a plus l'usage de ses jambes, Charles Ingalls et sa fille Laura se rendent chez les Edwards pour tenter d'aider leur vieil ami. Fier, il se sent inutile, est devenu haineux envers sa famille et tous ceux qui l'approchent et veut mourir...

### Épisode 9:Le roi est mort
Un manager malhonnête essaie de convaincre les habitants de Walnut Grove qu'il faut parier sur Jonathan Garvey qui deviendra, sans aucun doute, le prochain champion du monde de lutte...

### Épisode 10:Le Guérisseur
Un révérend évangéliste arrive à Walnut Grove, promettant de guérir la population de tous leurs maux et le démontrant avec des miracles, aux dépens de la santé d'un enfant...

### Épisode 11:L'Auteur! L'auteur!
Les parents de Caroline doivent arriver  pour voir le bébé de Mary qui arrive bientôt mais la mère meurt pendant le trajet. Son père est effondré mais grâce à une idée des enfants, il se met à écrire ses mémoires afin de laisser une trace de son passé, Charles les envoie à un éditeur et quitte Walnut Grove.

### Épisode 12:Ne coupez pas
- Ne pas confondre avec Le Téléphone (saison 5 épisode 14).
- L'épisode nous révèle une partie du passé d'Alice Garvey l'ayant caché à Jonathan. Cette dissimulation offrira au couple une énième occasion de se disputer. On apprend également qu'elle a perdu son père très jeune et que sa mère tient un hôtel à Minneapolis.
- Unique apparition de la mère d'Alice Garvey, jouée par Marie Denn.
- Unique apparition également d'Harold, l'ancien mari d'Alice, joué par Royal Dano. Cet acteur reviendra dans le double épisode Sylvia de la saison 7, dans le rôle de M. Webb, le père de Sylvia.
- Cet épisode parle à plusieurs reprises des jeux d'argent, paris sportifs et placements en bourse.
- À la fin de l'épisode, Nellie joue l'air de La Petite maison au piano : Nels lui demande d'arrêter ce « vacarme » mais elle répond que c'est de la « grande musique ».

### Épisode 13:La Révolte
Les gentils voisins des Ingalls, Brewster et Virginia Davenport, recueillent leur petit fils, âgé de seize ans, mais ce dernier est devenu un voyou...

### Épisode 14:Le Loup-garou
Alors qu'un nouvel élève terrifie Mme Wilder ainsi que tous les autres élèves, Albert se fait passer pour un loup garou afin de lui donner une bonne leçon.

### Épisode 15:Qu'est devenue la classe 56?
Charles et Caroline se rendent à une convention de fermiers, puis à un bal où ils vont retrouver des anciens amis de classe qu'ils n'ont pas vu depuis 1856. Caroline et Charles se font chacun séduire par un ancien camarade, et ils sont assez déçus de voir que tous leurs amis sont riches mais malheureux. Ils sont bien content de rentrer chez eux, à Walnut Grove.

### Épisode 16:Les Évadés
- Pendant l'absence de Caroline, Albert s'essaye à la cuisine et démontre qu'il ne maîtrise que très peu l'art culinaire. Charles le lui fait remarquer avec très peu de délicatesse.
- Mary et Laura évoquent un souvenir dans lequel elles avaient vendu des médicaments pour acheter des cadeaux de Noël, et avaient fabriqué de vieilles robes dans des sacs. C'est une allusion à l'épisode Le Cadeau (saison 2, épisode 11), avec une erreur toutefois : il ne s'agissait pas d'offrir des cadeaux de Noël mais d'offrir un cadeau d'anniversaire au révérend Alden.
- Elles évoquent également le camping avec les Oleson (saison 2, épisode 9 : L'Excursion).

### Épisode 17:Le Banni
Albert fabrique une niche en bois pour son chien Bandit. 
Laura enseigne le langage par signes à un jeune garçon muet, il peut ainsi enfin communiquer avec son père. Mais les leçons deviennent difficiles lorsque Laura découvre que son élève est amoureux d'elle.

### Épisode 18:L'Incendie(partie 1)
Lors d'une fête champêtre dans la cour de l'école pour aveugles, le jeune Albert va fumer avec un copain, en cachette, dans la cave. Mais les deux garçons sont dérangés et Albert cache vite la pipe encore allumée. La nuit suivante, c'est le drame : l'école brûle entièrement, faisant deux victimes, Alice Garvey et le bébé de Mary.

### Épisode 19:L'Incendie(partie 2)
- La boîte à musique joue l'air de Bonsoir, bonne nuit, la célèbre berceuse de Johannes Brahms.
- Au début de l'épisode, Charles et Albert se rendent dans la ville de Tracy, dans le Minnesota.
- Après l'épisode Fagin (saison 5 épisode 7), Albert fugue à nouveau dans celui-ci.
- Albert fugue car il se sent responsable de la mort du bébé de Mary. Cette situation rappelle le double épisode Le Fils (saison 1), où Laura avait également fugué, se sentant responsable de la mort de son petit frère.
- C'est dans cet épisode que l'on apprend la mort du père biologique d'Albert, Jeremy Quinn.

### Épisode 20:La Brebis galeuse
Alors que Charles en a assez que Laura parle d'Almanzo, le petit frère d'Almanzo et d'Eliza Jane arrive à Walnut Grove et Charles pense avoir trouvé le bon Wilder pour Laura. Mais il change d'avis à la suite des événements de la fête du village.

### Épisode 21:Coquin de printemps
Nels en a assez des caprices des membres de sa famille, il décide de quitter le foyer en devenant voyageur de commerce. Dans le petit hôtel où il loge, il tombe amoureux de la femme qui le tient, à qui il dit ne pas être marié Alors que de son côté Harriett est de plus en plus triste de ne plus le voir, il va être surpris par Charles, et se poser des questions sur cette relation

### Épisode 22:Le Bel âge
Laura prend son premier poste en tant qu'institutrice où Almanzo accepte de l'emmener et la ramener chaque semaine. Almanzo change alors de regard sur Laura, devenant jaloux et allant même jusqu'à frapper un élève un peu trop proche de Laura.

### Épisode 23: il m'aime oui ou non?
Almanzo demande Laura en mariage et elle accepte ; il demande sa main à Charles le soir même autour d'un repas chez les Ingalls. Laura n'ayant que 16 ans et Charles voulant qu'elle attende d'avoir 18 ans pour se marier, il refuse de lui donner la main de sa fille avant deux ans. S'ensuit une conversation entre les deux hommes au clair de lune, au cours de laquelle chacun campe sur sa position ; Almanzo décide alors de partir sans dire au revoir à Laura. D'abord en colère contre son père, Laura comprend sa décision après une discussion avec Caroline. Almanzo demande à Laura de partir vivre avec lui sans attendre mais, devant son refus, il quitte Walnut Grove seul. Sur le chantier de l'école pour aveugles, Adam apprend par courrier que son père est mort dans son sommeil. Il décide de partir sans attendre à New York pour régler la succession ; Laura l'accompagne pour l'aider dans cette démarche, ce qui lui permettra également de se changer les idées. L'avocat chargé du dossier révèle à Adam et Laura que le défunt était criblé de dettes et qu'Adam ne percevra rien ; la nouvelle sonne comme un coup d'arrêt à la construction de la nouvelle école, puisque l'aide financière de Mr Kendall était décisive. De retour à la gare de Sleepy Eye où Charles vient les chercher, Laura remarque que l'ancien tribunal de la ville est à louer et que la vieille bâtisse pourrait servir d'école pour les enfants aveugles ; elle y pénètre et y rencontre Houston, le gardien farouche mais gentil qui consent à louer le bâtiment pour 40 dollars par mois une fois qu'il aura été nettoyé ; la somme reste élevée compte tenu des ressources de l'école. Non loin de là, Almanzo aperçoit Laurà partir de la ville. Du côté des Oleson, la situation financière du restaurant devient critique à cause du manque d'investissement de Nellie. Harriet décide donc de lui trouver une aide en la personne de Percival Dalton. Celui-ci dresse un bilan calamiteux de la gestion du restaurant et de l'hôtel et propose, durant le temps où il aidera Nellie dans la gestion de l'établissement, de le nommer « Chez Caroline » en référence à la cuisine appréciée de Caroline Ingalls ; Caroline percevra ainsi la moitié des bénéfices. Quand elle apprend cette nouvelle, Caroline accepte sans hésiter car les bénéfices ainsi récoltés pourront permettre de payer les charges de la nouvelle école. Les débuts des leçons de Percival Dalton sont laborieuses puisque Nellie y met beaucoup de mauvaise volonté ; Percival perd patience, lui renverse un saladier d'œufs sur la tête et quitte la cuisine en disant que Nellie n'a pas besoin de tenir un restaurant pour trouver un mari puisqu'elle est jolie ; cette phrase s'annonce déterminante pour Nellie, qui à partir de ce moment ne sera plus jamais la même, à la grande surprise de son père. Caroline apprend par Eliza Jane qu'Almanzo (à qui ce dernier a écrit) s'est réfugié à Sleepy Eye ; elle garde le secret mais décide d'y envoyer Laura nettoyer l'école pour aveugles...
| commentaire =
- Almanzo demande à Charles la main de Laura devant toute la famille.
- On apprend la mort du père d'Adam dans cet épisode.
- Arrivée de Percival Dalton et de Houston dans la série.
- La nouvelle école pour aveugles, basée à Sleepy Eye, est découverte dans cet épisode.
- Le titre de l'épisode fait référence à la double histoire d'amour entre Almanzo et Laura d'une part, et Percival et Nellie d'autre part.
- Nellie surnomme Percival « Quasimodo » en raison de sa petite taille, faisant ainsi référence au personnage du roman Notre-Dame de Paris.

### Épisode 24:Il m'aime oui ou non?(partie 2)
Laura retape la future école pour aveugles afin d'oublier Almanzo. À la suite d'un malentendu elle croit qu'il a une nouvelle petite amie, alors que celui-ci se tue au travail, jusqu'à tomber malade, pour faire baisser le loyer de l'école. Nellie, qui essaie par tous les moyens de plaire à Perceval, désespère en apprenant son départ. Grâce aux encouragements de Nels, elle parvient à lui avouer ses sentiments qui sont heureusement réciproques. L'épisode se finit avec leur mariage, célèbré par le Dr Baker, Percival étant juif, à la grande surprise de Harriet. Laura attrape le bouquet de Nellie et sur l'insistance de Caroline, Charles donne à Almanzo son approbation pour qu'ils se marient dans 1an quand Laura aura 17 ans